# Eleochóri (Achaïe)
Pour les articles homonymes, voir Eleochóri.
Eleochóri, en grec moderne : Ελαιοχώρι, est un village du dème d'Achaïe-Occidentale, dans le district régional d’Achaïe, en Grèce-Occidentale.
Selon le recensement de 2011, la population du dème compte 238 habitants.
Le village est le lieu de naissance de Geórgios Papadópoulos, à la tête de la dictature des colonels qui, après le coup d'État, a dirigé la Grèce de 1967 à 1973.